# V2-ordföljd
V2-ordföljd är inom lingvistik ett ordföljdssystem där predikatsverbet i regel måste komma på andra plats bland leden i en sats, med första platsen i satsen reserverad för det tema som man vill topikalisera (framhäva). 
Svenskan är ett tydligt exempel på ett V2-språk, även om några få typer av satser, till exempel inledande konditionala bisatser utan om, är undantag från regeln. Alla germanska språk utom engelska är V2-språk. Bland icke-germanska språk är V2-ordföljd mer sällsynt, även om den används i till exempel kashmiri.
Den grundläggande ordföljden i svenskan är SVO, dvs subjekt-predikatsverb-(direkt) objekt. Det är den som gäller i "neutrala" påståendesatser, till exempel Olle (subjekt) ser (predikatsverb) Håkans bil (direkt objekt). Vill man frångå neutraliteten och genom ordföljden framhäva (topikalisera) ett visst annat satsled än subjektet genom att inleda satsen med detta medför V2-regeln att subjektet måste komma efter predikatsverbet ("omvänd ordföljd") i stället för före, eftersom predikatsverbet annars skulle bli tredje satsled. Förutom framhävda objekt och predikatsverb kan en sats inledas med adverbial (som i sig kan vara en sats (bisats)). Samma omvändning av ordföljden inträffar då.

## Illustrerande exempel
Ordföljd kan också illustreras i ett satsschema
| "Neutral" påståendesats: | Jag såg henne igår | (subjekt-predikatsverb-direkt objekt-adverbial) |
| Framhävt objekt:         | Henne såg jag igår | (objekt-predikatsverb-subjekt-adverbial)        |
| Adverbialinledd:         | Igår såg jag henne | (adverbial-predikatsverb-subjekt-direkt objekt) |

Det finns också fall med finit verb framhävt genom placering i satsens början. Dessa satser får förutom inledande tempusböjt huvudverb (i presens eller preteritum) ytterligare ett finit verb på plats nummer 2: likadant tempusböjd form av göra. Resultatet blir satser som Städar gör hon sällan och Fikade gjorde vi ju i förmiddags. Dessa satstyper är de enda (i svenskan) som kan ha två finita verb, vilket annars går emot definitionen av "sats". Man kan säga att satsens första verb, det med semantiskt innehåll, trots sin tempusböjning fungerar som objekt i satsen, vilket det även kan göra tillsammans med ett egentligt objekt: Åt mat gjorde vi för en timme sedan. Satserna av dessa slag påminner om till exempel engelskans do-omskrivna satser (dock med en annan funktion), men skiljer sig från det engelska exemplet (förutom genom ordföljden) genom att också huvudverbet blir finit (tempusböjs).